# Sascha Roos
Sascha Roos (geboren am 16. Januar 1972 in Nürnberg) ist ein deutscher Sportjournalist, Sportkommentator und Moderator.

## Leben und Wirken
Nach dem Abitur begann Roos zunächst ein Studium der Medizin, das er 1997 für ein Volontariat in der Sportberichterstattung bei dem privaten Hörfunksender Antenne Bayern abbrach. Zuvor war er bereits neben seinem Studium redaktionell und produktplanerisch für das Funkhaus Nürnberg tätig gewesen. Dort kommentierte er hauptsächlich Fußball- und Eishockeyspiele. Zudem arbeitete er als Stadionsprecher für die Nürnberg Ice Tigers. 2003 wechselte Roos zu dem Medienkonzern Premiere (heute Sky Deutschland), wo er vorwiegend für die Motorsportredaktion tätig ist.
Seit der Saison 2013 kommentiert Roos mit einjähriger Unterbrechung die Rennen der Formel 1 für Sky Deutschland. Er trat damit die Nachfolge des aus persönlichen Gründen zurückgetretenen Jacques Schulz an, der von 1996 bis 2012 für Sky die Formel 1 kommentiert hatte. Sein Debüt als Kommentator der Formel 1 gab er beim Großen Preis von Australien 2013. Co-Kommentator war bis 2017 der ehemalige Schweizer Automobilrennfahrer Marc Surer. Nach fast 22 Jahren stellte Sky die Übertragung der Formel 1 in Deutschland zum Ende der Saison 2017 vorerst ein und zeigte 2018 keine Rennen.
2019 nahm Sky die Übertragung der Formel 1, erneut kommentiert von Roos, wieder in das Programm auf. Neuer Co-Kommentator neben Roos anstelle des zum SRF gewechselten Marc Surer wurde Ralf Schumacher. Bis 2020 wechselte sich Schumacher mit Nick Heidfeld ab, seit 2021 mit Timo Glock und Nico Rosberg. Seit F1 22 ist Roos auch in den Formel-1-Videospielen zu hören.
Roos ist verheiratet. Er hat einen Sohn und eine Tochter.